# پونتا آرناس

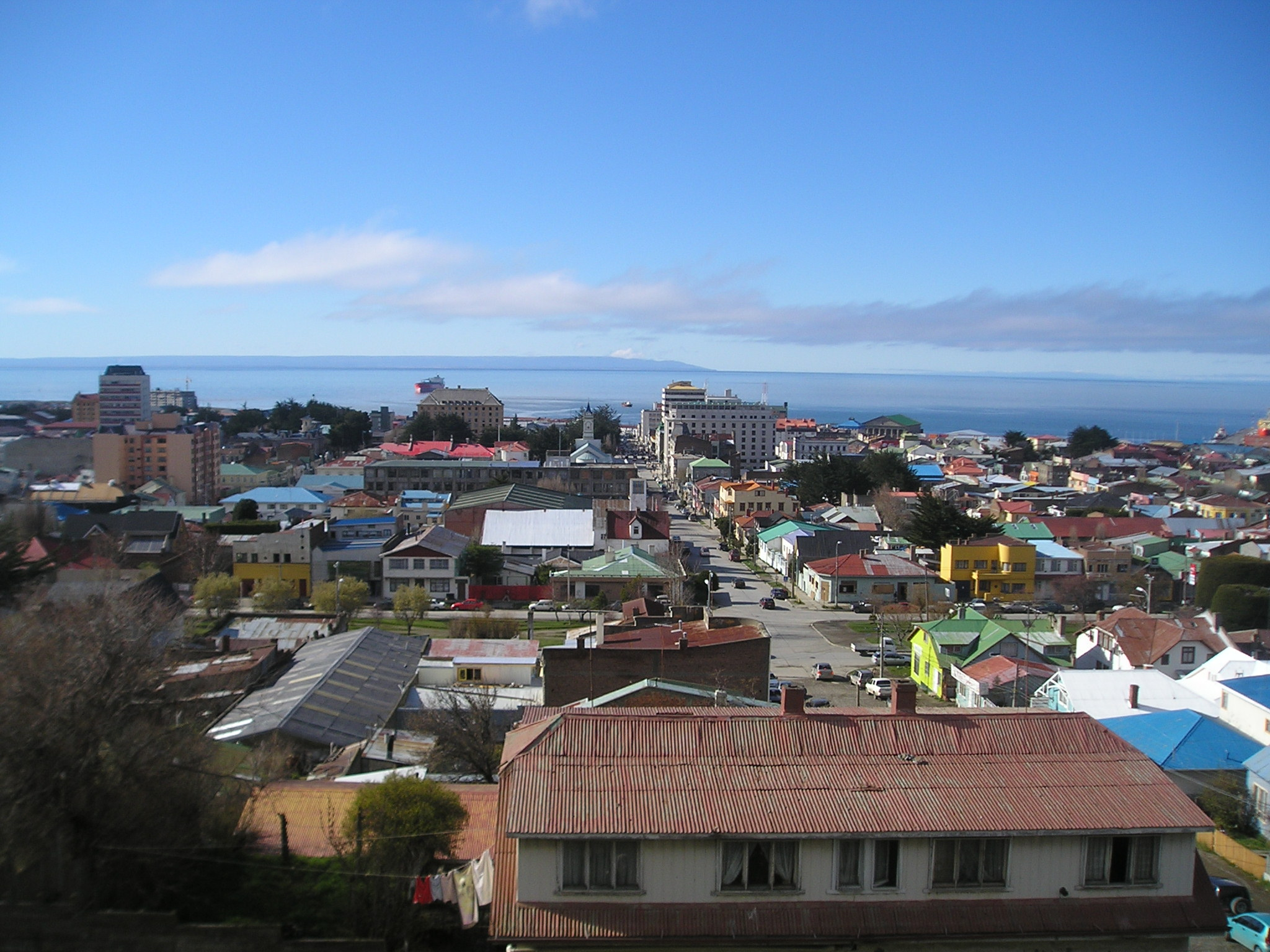
پونتا آرناس و نمایی از آب‌های تنگه ماژلان در پشت آن.

پونتا آرناس (به اسپانیایی: Punta Arenas، به معنی نقطه شنی) شهری در جنوب شیلی و بزرگترین شهر در جنوب مدار ۴۶ درجه جنوبی زمین است.
پونتا آرناس هم‌چنین مرکز ناحیه ماژلان و جنوبگان شیلی و مرکز استان ماژلان است. شهر پونتا آرناس ۱۲۰ هزار نفر جمعیت دارد.
امروزه پونتا آرناس مهمترین بندر تنگهٔ ماژلان در شبه‌جزیرهٔ برانزویک است که محموله‌های گوشت گوسفند شیلی در آنجا بارگیری می‌شود.

## تاریخچه
پونتا آرناس در اصل در سال ۱۸۴۸ به عنوان یک مستعمره کیفری کوچک بنیاد شد و مجرمان به آنجا فرستاده می‌شدند. در ادامه دهه ۱۸۰۰ شهر بزرگ‌تر شد و افزایش رفت‌وآمد دریایی و بازرگانی این ناحیه با سواحل آمریکایی جنوبی و آمریکای شمالی باعث شد تا بر اهمیت این شهر افزوده شود.
با یافته شدن طلا در این منطقه مهاجرت جویندگان طلا باعث رشد بیشتر شهر شد. امروزه نیمی از جمعیت شهر از تبار مهاجران کرواسی هستند که بیشترشان از جویندگان طلا بودند. بقیه مردم شهر از تبار اسپانیایی، پرتغالی، بریتانیایی، و اسکاندیناویایی هستند.
نام این این شهر در سال ۱۹۲۷ رسماً به ماژلان تغییر کرد اما در سال ۱۹۳۸ نام پونتا آرناس به آن بازگردانده شد. پونتا آرناس از سال ۱۹۷۷ یکی از دو بندر آزاد در شیلی است.